# 가네미유증

탈취설비를 묘사한 다이어그램
가열매체인 PCB가 주입되는 배관이 손상돼 유출된 PBC가 겨기름에 섞였다.

가네미유증(일본어: カネミ油症 카네미유쇼우[*])은 1968년 후쿠오카현, 나가사키현을 중심으로 한 서일본 일대에서 폴리염화 바이페닐(PCB) 등이 혼입된 식용유를 섭취한 사람들에게 장애가 발생한 공해병이다.
후쿠오카 현 기타큐슈시 고쿠라키타구(사건 당시에는 고쿠라 구)에 소재한 카네미 창고 주식회사에서 만든 식용유(쌀겨로 만든 미강유였다) “카네미 라이스 오일” 제조 과정에서 탈취용 열매체로 사용된 PCB(폴리염화비페닐)가 배관작업 실수로 배관부에서 새어나가 기름에 혼입되었고, 이 기름은 가금류 농장에 농업용으로, 가정용 식용유로 팔렸다. 이 식용유가 조리 과정에서 가열되자 PCB는 다이옥신의 하나인 다염소다이벤조퓨란(PCDF)을 2차 생성물을 발생시켰다

## 경과
1968년 2~3월 경 가금류 농장에서 가축이 호흡곤란으로 죽는 사례가 보고됐고, 가금류 총 40만 마리가 폐사한 것이 알려졌다.
이를 섭취한 사람들에게도 문제가 일어났다. 피부 색소침착 및 안구 병변, 면역력 저하, 간기능 장애 등의 증상을 겪었다. 두통, 손발저림, 만성적 피로, 기침, 비정상적인 피부 염증 등의 증상도 보고됐다.
영유아 및 어린이에게도 심각한 문제가 나타났다. 문제의 식용유를 섭취한 환자들은 피부색소가 침착된 아기를 낳았으며, 태반 뿐 아니라 모유를 통해서도 신생아의 피부가 흑화된 일도 있었다.어린이에게는 인지발달 저하 문제가 나타났다.
1960년대 당시는 PCB 무해화 기술도 아직 확립되지 않은 시대로서, 카네미유증의 원인물질인 미강유가 부적절한 처리가 되었을 개연성이 매우 높다. 카네미 창고 사업소가 있는 기타큐슈 시와 오사카시 기즈가와 운하에서는 하천 및 항만 저질 기준을 초과하는 PCB가 검출되고 있다. 일본 전국에서 약 1만 4천 명의 피해자가 발생했으며, 이 중 500명 이상이 사망했다. 2006년 말 현재 인정된 환자 수는 1,906명에 불과하다. 즉 40여년이 지나는 동안 대부분의 환자가 이미 사망했다. 가족이 모두 식용유를 섭취해 피해를 입었음에도 불구하고 가족 중 1명만 피해자로 인정되는 경우도 있는 등 피해자 인증 기준이 매우 애매하였다.

## 이후
1979년 대만에서도 같은 사태가 발생했다. 가네미유증 사태와 마찬가지로 생산설비에서 PCB 배관 누수로 식용유가 오염된 것이 원인이었으며, 어린이에게 일어난 피해가 가네미유증 사태와 유사했다.
동물실험을 통하여 PCB와 PCDF가 동물에 악영향을 미치는 원리가 밝혀졌다. 미량의 PCB로 물고기와 같은 야생동물이 죽을 수 있다는 사실이 드러나자, 식품제조공정에서 PCB 사용을 줄이는 방향으로 규제가 마련되기 시작했다.

## 같이 보기
- 일본 4대 공해병

## 참고 문헌
- “Public Health Implications of Exposure to PCBs”. 2000년 8월 16일에 원본 문서에서 보존된 문서.
- Chawla, Raghav (2005). “Dioxin poisoning”. 《Student BMJ》 13: 45–88.
- Seki, Yoshihiko; Kawanishi, Shosuke; Sano, Seiyo (1987). “Mechanism of PCB-Induced Porphyria and Yusho Disease”. 《Annals of the New York Academy of Sciences》 514 (1): 222–234. Bibcode:1987NYASA.514..222S. doi:10.1111/j.1749-6632.1987.tb48777.x. PMID 3126697. S2CID 11384689.